# Chróstnik
Chróstnik (pronuncia [ˈxrustnik]; in tedesco: Brauchitschdorf) è un villaggio rurale appartenente al comune rurale di Lubin, del Distretto di Lubin, a sua volta appartenente al Voivodato della Bassa Slesia.
Si trova a circa 7 chilometri a sud-ovest di Lubin e a 66 chilometri ad ovest di Breslavia.

## Storia
Il villaggio era indicato lingua polacca antica come Chrustenik e significava "sottobosco". La parrocchia dal 1222 passò sotto il patronato di Boleslaw von Brauchitsch e i membri della sua casata furono proprietari in zona sino al 1633. Nel Seicento vi nacque il compositore e pastore protestante Benjamin Schmolck.
L'elemento più significativo del borgo è il palazzo di Brauchitschdorf, di stile barocco, eretto dal 1723 al 1728 e ampliato nel 1909. Dopo la seconda guerra mondiale, l'Armata Rossa saccheggiò la struttura. Nel settembre del 1976 un incendio devastò il castello che rimase un rudere sino a quando l'imprenditore polacco Dariusz Miłek non ne comprò le rovine, iniziando un'opera di restauro che si è conclusa nel 2015.

## Turismo
La frazione è posta al 45º km del Sentiero regio polacco.